# Mijaíl Vladímirski
Mijaíl Fiódorovich Vladímirski (en ruso: Михаил Фёдорович Владимирский, 20 de febrerojul./ 4 de marzo de 1874greg. - 2 de abril de 1951) fue un político de la Unión Soviética. Durante un corto período de tiempo fue presidente del Comité Ejecutivo Central Panruso (VTsIK), cargo que ocupó del 16 de marzo de 1919 hasta el 30 de marzo del mismo año. También fue adjunto del Presidente del Gosplán de la URSS en 1926-1927 y comisario de Salud Pública de la RSFSR en 1930-1934.